# Eduard Glaser
Eduard Glaser (Podbořanský Rohozec, 15 marzo 1855 – Monaco di Baviera, 7 maggio 1908) è stato un arabista, archeologo ed esploratore austriaco di cultura ebraica.
Fu uno dei primi Europei a esplorare l'Arabia meridionale. Raccolse e catalogò migliaia di iscrizioni in Yemen, oggi ospitate nel Kunsthistorisches Museum di Vienna.

## Biografia
Studiò nel Politecnico di Praga Geodesia e Matematica e si dedicò contemporaneamente all'apprendimento della lingua araba. Nel 1877 si stabilì a Vienna, e nel 1883 si recò nel sud dell'Arabia e, facendo centro a Sana'a, esplorò l'intera regione sudarabica. Nel 1885-86 effettuò un secondo viaggio e nel 1887-1888 un terzo viaggio in Arabia, mosso dalle descrizioni contenute nell'Antico Testamento che lo avevano indotto a ricercare Ma'rib, l'antica capitale del Regno di Saba.
Grazie alle indagini epigrafiche sue e del francese Joseph Halévy, le iscrizioni raccolte assommarono a circa 2500. Trasportate in Europa, consentirono una più approfondita indagine sul linguaggio sudarabico e sulla storia dell'Arabia meridionale antica.
Nel 1890 ricevette la laurea honoris causa dall'Università di Greifswald. Due anni più tardi compì un nuovo viaggio in Arabia, durante il quale studiò il materiale rinvenuto nell'Hadramawt e raccolse materiale dialettologico nel Mahra.
Sempre nel 1890, polemizzò con Theodor Herzl circa la possibile creazione di uno Stato ebraico in Arabia del sud. Glaser infatti polemizzò apertamente nei confronti degli ideali del Sionismo.
I problemi finanziari e di salute impedirono a Glaser di studiare appieno l'immenso materiale che aveva portato dai suoi viaggi e di darne alle stampe i risultati. Il 7 maggio 1908 morì a Monaco, dove si era trasferito nel 1896, a causa di un fatale attacco d'asma. Fu sepolto nel cimitero ebraico di Monaco-Thalkirchen.

## Opere scelte
- Skizze der Geschichte und Geographie Arabiens von den ältesten Zeiten bis zum Propheten Muhammed (2 volumi previsti ma pubblicato solo il 2°), Berlino, 1890
- Punt und die südarabischen Reiche, Berlino, 1899